# Castillo de Plenas
El castillo de Plenas era una fortaleza del siglo XIV, se encuentra junto a la iglesia del municipio zaragozano de Plenas, España. 

## Historia
El castillo data del siglo XIV y fue construido con motivo de los conflictos castellano-aragoneses de ese siglo. Se construyó bajo las órdenes de D. Lope de Luna, por encargo del rey Pedro IV y a finales del siglo era tenencia de la familia Gilbert.
Los sótanos fueron usados como prisión durante la guerra civil y en 1945 el ayuntamiento ordenó el derribo para la ampliación de la plaza y la construcción de una fuente.

## Descripción
Tan solo se conserva un muro de ladrillo de unos diez metros de largo y doce de altura junto a la iglesia, que debía formar parte de la torre del homenaje.

## Catalogación
El Castillo de Plenas está incluido dentro de la relación de castillos considerados Bienes de Interés Cultural como zona arqueológica, en virtud de lo dispuesto en la disposición adicional segunda de la Ley 3/1999, de 10 de marzo, del Patrimonio Cultural Aragonés. Este listado fue publicado en el Boletín Oficial de Aragón del día 22 de mayo de 2006.